# 해관전선
《해관전선》(海關戰線)은 2024년에 개봉한 홍콩의 액션, 범죄, 스릴러 영화이다.

## 출연

### 주연
- 오진우 : 곽치창 역
- 사정봉 : 차우칭라이 역
- 장학우 : 장완남 역

### 조연
- 류아슬
- 임가흔
- 진가락 : 캄록만 역
- 시아 : 케이티 역
- 관지빈 : 브랜든 리 역
- 미설 : 캠 부인 역
- 원부화
- 황금신
- 석수
- 아만다 스트랭
- 브라힘 아캅바케
- 양천우 : 벤 역